# Peter der Einsiedler

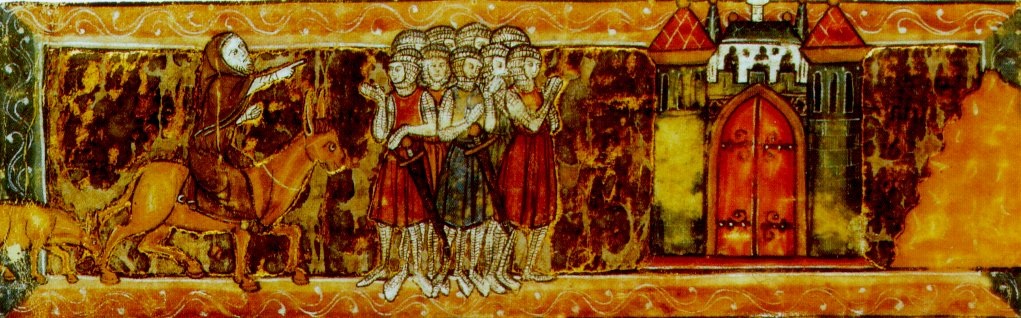
Peter der Einsiedler weist den Kreuzrittern den Weg nach Jerusalem. Französische Darstellung um 1270

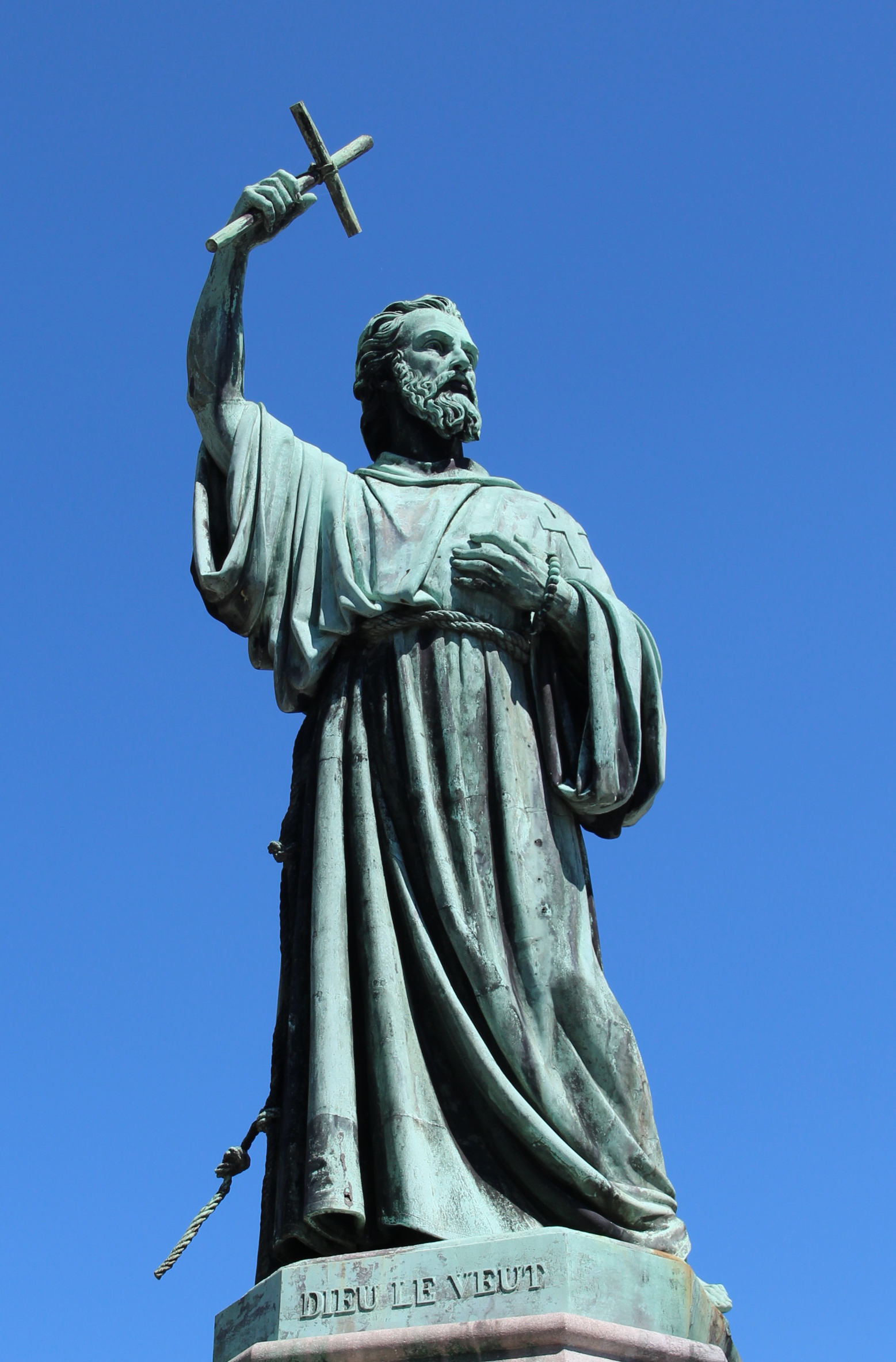
Statue des Heiligen Peter der Einsiedler von Gédéon de Forceville in Amiens (1854)

Peter der Einsiedler (auch: Peter von Amiens oder Petrus von Amiens, franz. Pierre l’Ermite, * um 1050 bei Amiens; † 8. Juli 1115 in Neufmoutier bei Huy) war ein französischer Prediger zur Zeit des Ersten Kreuzzugs. Er hatte bereits vor 1095 – also bevor Papst Urban II. am 27. November 1095 zur Befreiung Jerusalems aufrief – eine Pilgerreise nach Jerusalem begonnen, war aber in Kleinasien von den Seldschuken abgefangen, misshandelt und zurückgeschickt worden.

## Leben
„Seine Zeitgenossen kannten ihn als den ‚Kleinen Peter‘ – chtou oder kiokio im Dialekt der Picardie, aber späterhin verlieh ihm die Eremiten-Kutte, die er für gewöhnlich trug, den Namen ‚Peter der Einsiedler‘, unter welchem er in der Geschichte besser bekannt ist.“ Anna Komnena nennt ihn „Koukoupetros“, Wilhelm von Tyrus sagt „er war als Einsiedler bekannt, sowohl von den Tatsachen als auch vom Namen her“, Guibert von Nogent nennt ihn „ein gewisser Peter der Einsiedler“, der „wie ein Einsiedler lebte, gekleidet wie ein Mönch“, und Albert von Aachen schreibt: „Peter mit Namen, früher ein Einsiedler“.

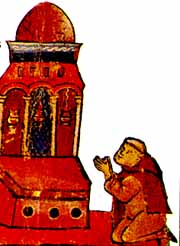
Peter der Einsiedler betet vor dem Heiligen Grab.
Illustration aus Wilhelm von Tyrus: Histoire d'Outremer

Nach dem Aufruf Papst Urbans II. wurde Peter zum Initiator und Anführer des sogenannten Volkskreuzzugs, an dem sich Tausende begeisterter, jedoch militärisch unerfahrener Abenteurer beteiligten. Er predigte im Berry, in der Gegend um Orléans, in der Champagne und in Lothringen und zog dann über Aachen nach Köln, wo er am 12. April 1096, Karsamstag, eintraf. In seinem Gefolge befanden sich bald Tausende von Anhängern und schätzungsweise 15.000, als er Köln erreichte.
Bereits am Osterdienstag setzte sich ein Teil des Zuges unter Führung von Walter Sans-Avoir in Bewegung, Peter und ein weiterer Teil folgten am Ende der Osterwoche, um den 20. April (zu den Details siehe: Volkskreuzzug), der Rest blieb unter Leitung von Peters Gefolgsleuten Gottschalk und Volkmar sowie dem Grafen Emicho von Leiningen erst einmal zurück. Walter und Peter reisten den Rhein und Main hinauf und anschließend die Donau hinunter durch Ungarn auf den Balkan, ohne dass es zu Zwischenfällen kam. Im Gegensatz dazu verübten die späteren Züge unter Gottschalk, Volkmar und Emicho Judenpogrome, denen im Mai 1096 in Speyer und vor allem in Worms und Mainz Hunderte von Menschen zum Opfer fielen (siehe Judenverfolgungen zur Zeit des Ersten Kreuzzugs).
Peter erreichte Anfang Juli Niš, Mitte Juli Sredez (das heutige Sofia) und Anfang August Konstantinopel. Am 3. August setzte er über den Bosporus und drang in seldschukisches Gebiet ein. Hier rächte sich die militärische Unfähigkeit aller Beteiligten, als es am 21. Oktober zur Konfrontation mit den Seldschuken kam und der Zug vollständig aufgerieben wurde.
Peter, der zuvor nach Konstantinopel zurückgereist war, um für Verpflegungsnachschub zu sorgen, und somit dem Massaker entgangen war, schloss sich nun den nachkommenden normannischen und französischen Rittern des Ersten Kreuzzugs an. Während der Belagerung von Antiochia desertierte Peter der Einsiedler im Januar 1098 wie einige andere Ritter und Soldaten als es zu einer Hungersnot kam. Peter wurde bald aufgegriffen und mit angeschlagenem Prestige ins Lager zurückgebracht. Er erreichte später Jerusalem, spielte jedoch keine Führungsrolle mehr. Nach Beendigung des Kreuzzugs kehrte er nach Frankreich zurück und gründete das Kloster Neufmoutier bei Huy, wo er am 8. Juli 1115 starb.